# Malwina Kusior
Malwina Kusior (ur. 26 lipca 1986 w Ryczowie) – aktorka Teatru Muzycznego „Roma”. Laureatka konkursów wokalnych Talent 2001 i Festiwalu Piosenki Aktorskiej.

## Kariera
Zadebiutowała w 2005 na deskach Teatru Muzycznego „Roma” w musicalu Romana Polańskiego Taniec Wampirów jako Sara, w pierwszej obsadzie, brała też udział w nagraniu płyty Taniec Wampirów. Od 2002 współpracuje przy spektaklach Miss Saigon i Koty. Od stycznia 2007 gra postać Królowej Aby w musicalu Akademia pana Kleksa w Teatrze Muzycznym „Roma”. 23 lutego 2009 r. odebrała Złotą Płytę za album muzyczny do tego spektaklu. W 2008 roku brała udział w programie Fabryka Gwiazd Od 2010 do 2012 roku grała w musicalu Les Miserables jako Eponine oraz w zespole wokalnym.
W 2012 wydała swoją debiutancką płytę Przeznaczenie. W tym samym roku zaczęła pracę w musicalu Deszczowa Piosenka jako Lina Lamont oraz w zespole wokalnym.

## Teatr
- Taniec wampirów – Sara (I obsada)
- Akademia pana Kleksa – Królowa Aba
- Les Misérables – Eponine (II obsada)
- Deszczowa piosenka – Lina Lamont (II obsada)
- Mamma Mia! - Lisa (I obsada)
- Rent - Mimi Marquez (I obsada)